# Noorwegen op het Eurovisiesongfestival 2024

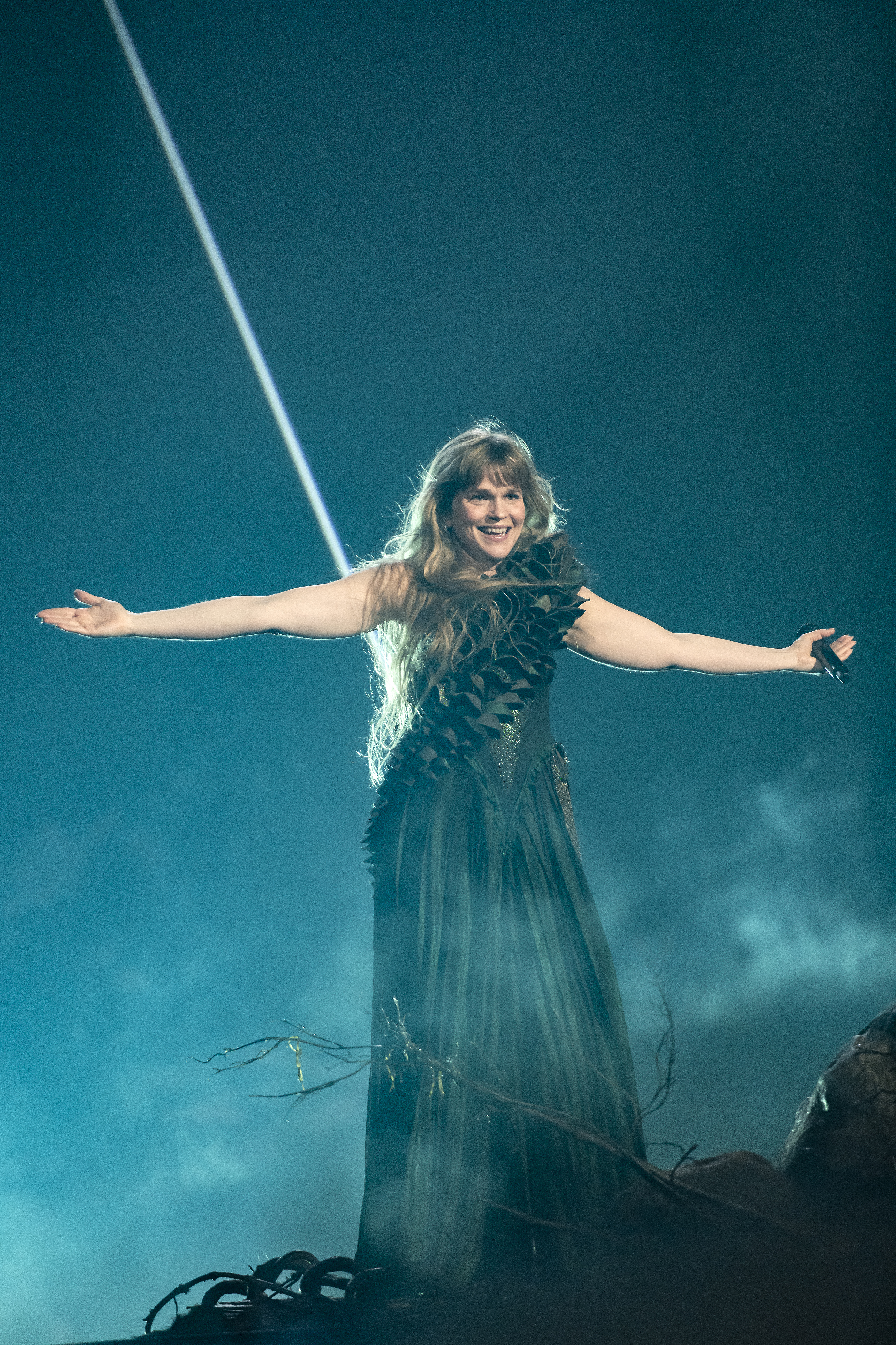
Gåte tijdens de finale repetities

Noorwegen nam deel aan het Eurovisie Songfestival 2024 in Malmö, Zweden, met het Noorse nummer "Ulveham" uitgevoerd door Gåte. De Noorse omroep Norsk rikskringkasting (NRK) organiseerde de nationale finale Melodi Grand Prix 2024 om de Noorse inzending voor de wedstrijd van 2024 te selecteren. 18 inzendingen werden geselecteerd om deel te nemen aan de landelijke finale, die bestond uit vier shows: drie halve finales en een finale. Negen inzendingen kwalificeerden zich uiteindelijk voor de finale op 3 februari 2024 in Trondheim. De winnaar werd verkozen aan de hand van jury's en een televoting. De televoting telde dit jaar voor 60% van de totale punten mee.

## Melodi Grand Prix 2024

### Finale
De finale vond plaats op 3 februari 2024. De Noorse groep Gåte loste de verwachtingen in, en werd verkozen met 250 punten. 
| Nr. | Artiest                           | Liedje                 | Jury | Televote | Totaal | Plaats |
| --- | --------------------------------- | ---------------------- | ---- | -------- | ------ | ------ |
| 1   | KEiiNO                            | "Damdiggida"           | 98   | 146      | 244    | 2      |
| 2   | Annprincess                       | "Save Me"              | 16   | 17       | 33     | 9      |
| 3   | Gothminister                      | "We Come Alive"        | 35   | 80       | 115    | 4      |
| 4   | Ingrid Jasmin                     | "Eya"                  | 22   | 20       | 42     | 8      |
| 5   | Miia                              | "Green Lights"         | 54   | 22       | 76     | 6      |
| 6   | Margaret Berger                   | "Oblivion"             | 26   | 19       | 45     | 7      |
| 7   | Dag Erik Oksvold and Anne Fagermo | "Judge Tenderly of Me" | 58   | 47       | 105    | 5      |
| 8   | Gåte                              | "Ulveham"              | 76   | 174      | 250    | 1      |
| 9   | Super Rob and Erika Norwich       | "My AI"                | 45   | 120      | 165    | 3      |

## In Malmö
In Malmö trad aan in de tweede halve finale op 9 mei 2024. De groep stootte door naar de finale, waar het als 14de act aantrad. De groep wist geen potten te breken. Ze eindigden als allerlaatste met slechts 16 punten. 
1960 · 1961 · 1962 · 1963 · 1964 · 1965 · 1966 · 1967 · 1968 · 1969 · 1970 · 1971 · 1972 · 1973 · 1974 · 1975 · 1976 · 1977 · 1978 · 1979 · 1980 · 1981 · 1982 · 1983 · 1984 · 1985 · 1986 · 1987 · 1988 · 1989 · 1990 · 1991 · 1992 · 1993 · 1994 · 1995 · 1996 · 1997 · 1998 · 1999 · 2000 · 2001 · 2002 · 2003 · 2004 · 2005 · 2006 · 2007 · 2008 · 2009 · 2010 · 2011 · 2012 · 2013 · 2014 · 2015 · 2016 · 2017 · 2018 · 2019 · 2020 · 2021 · 2022 · 2023 · 2024 · 2025
Albanië · Armenië · Australië · Azerbeidzjan · België · Cyprus · Denemarken · Duitsland · Estland · Finland · Frankrijk · Georgië · Griekenland · Ierland · IJsland · Israël · Italië · Kroatië · Letland · Litouwen · Luxemburg · Malta · Moldavië · Nederland · Noorwegen · Oekraïne · Oostenrijk · Polen · Portugal · San Marino · Servië · Slovenië · Spanje · Tsjechië · Verenigd Koninkrijk · Zweden · Zwitserland